# إيمان عبد العزيز
إيمان عبد العزيز (12 أغسطس 1958 -)، ممثلة سورية.

## عن حياتها
ولدت في درعا . دخلت مجال التمثيل بمساعدة من الفنان تيسير السعدي. بدايتها الفنية في عام 1990 في مسلسل الزاحفون وتوالت في العمل بالأعمال التلفزيونية السورية، منها المحكوم عام 1996، لتتوالى أعمالها بعد ذلك والتي من أبرزها (يوميات جميل وهناء، الرجل س، باب الحارة).

## أعمالها الفنية

### في التلفزيون
- العنوان القديم - سهرة تلفزيونية.
- المحكوم.
- أحلام أبو الهنا.
- الزاحفون .
- سفر (مسلسل سوري) .
- بنت الضرة.
- حمام القيشاني - الجزء الثاني.
- يوميات جميل وهناء.
- ثلوج الصيف.
- عائلتي وأنا.
- عودة غوار.
- دنيا.
- مرايا 2000.
- الرجل سين .
- قوس قزح.
- ألو جميل ألو هناء.
- أبناء القهر.
- الهروب الي القمة.
- ليالى الصالحية.
- عشتار.
- حديث المرايا.
- عصي الدمع.
- أشواك ناعمة.
- جنون العصر.
- باب الحارة - أكثر من جزء.
- ظل امرأة.
- ممرات ضيقة.
- جرن الشاويش.
- سيرة الحب.
- هيك تجوزنا.
- بقعة ضوء - الجزء السادس.
- أهل الراية.
- أوراق الحب.
- عابد كرمان.
- الزعيم.
- مرايا 2011.
- أيام الدراسة.
- رجال العز.
- الدبور.
- زمن البرغوت
- زمن البرغوت 2.
- صدر الباز
- سنة أولى زواج 2017
- كونتاك

- خمسة ونص 2019
- سوق الحرير
- حارة القبة 2021
- سنة ثانية زواج

## روابط خارجية
- إيمان عبد العزيز على موقع قاعدة بيانات الأفلام العربية